# Manuel Giner Miralles
Manuel Giner Miralles (València, 27 de desembre de 1926 - 9 de maig de 2019) va ser un metge, empresari i polític valencià. Va ser un dels fundadors i líders d'Aliança Popular al País Valencià, ocupant diversos càrrecs polítics als anys 80 i 90 amb aquest partit i amb Unió Valenciana.

## Biografia
Nascut a la ciutat de València, es llicencià en medicina, especialitat en anàlisis químiques i hematologia.
Fou un dels fundadors d'Aliança Popular a la província de València i membre del Comitè Executiu Provincial del partit. A les eleccions generals espanyoles de 1982 fou elegit diputat per Coalició Popular per la província de València, però dimití el 1983 per a presentar-se a les eleccions a les Corts Valencianes de 1983, en les quals fou escollit i president del Grup Parlamentari Popular.
President del III congrés regional, en el IV es convertix en coordinador regional i fou l'autor del programa autonòmic d'AP per a les eleccions de juny de 1987 i novament fou elegit diputat a les eleccions a les Corts Valencianes de 1987, a l'estiu es va obrir la crisi i encara que Gil Lázaro ho negat tot, però el 31 d'octubre de 1987 fou expulsat d'AP després d'una disputa amb el president provincial de València, Ignacio Gil Lázaro per les seues crítiques al partit i les insinuacions de passar-se a Unió Valenciana, qui va comptar amb el suport del president regional José Mª Escuín.
En 1987 es passà a Unió Valenciana, epitjorant la crisi, ja que deixa el Grup Popular però es passa amb l'escó al Grup d'UV. Amb este partit fou candidat i va a ser elegit diputat a les eleccions a les Corts Valencianes de 1991.
El 1998 fou nomenat president de la Fundació Joan Pau II Família i Vida. El gener de 2009 fou un dels nombrosos antics diputats de les Corts Valencianes que reclamaren una pensió per la seua condició d'antics parlamentaris. També va ser president del Consell d'Administració de la clínica "El Consuelo" situada al barri de Patraix de València i vicepresident de la branca d'hòmens d'Acció Catòlica.
Va morir a la ciutat de València el 9 de maig de 2019). Era l'oncle del regidor a l'Ajuntament de València de Ciutadans, Fernando Giner Grima.